# Sächsische Staatstheater

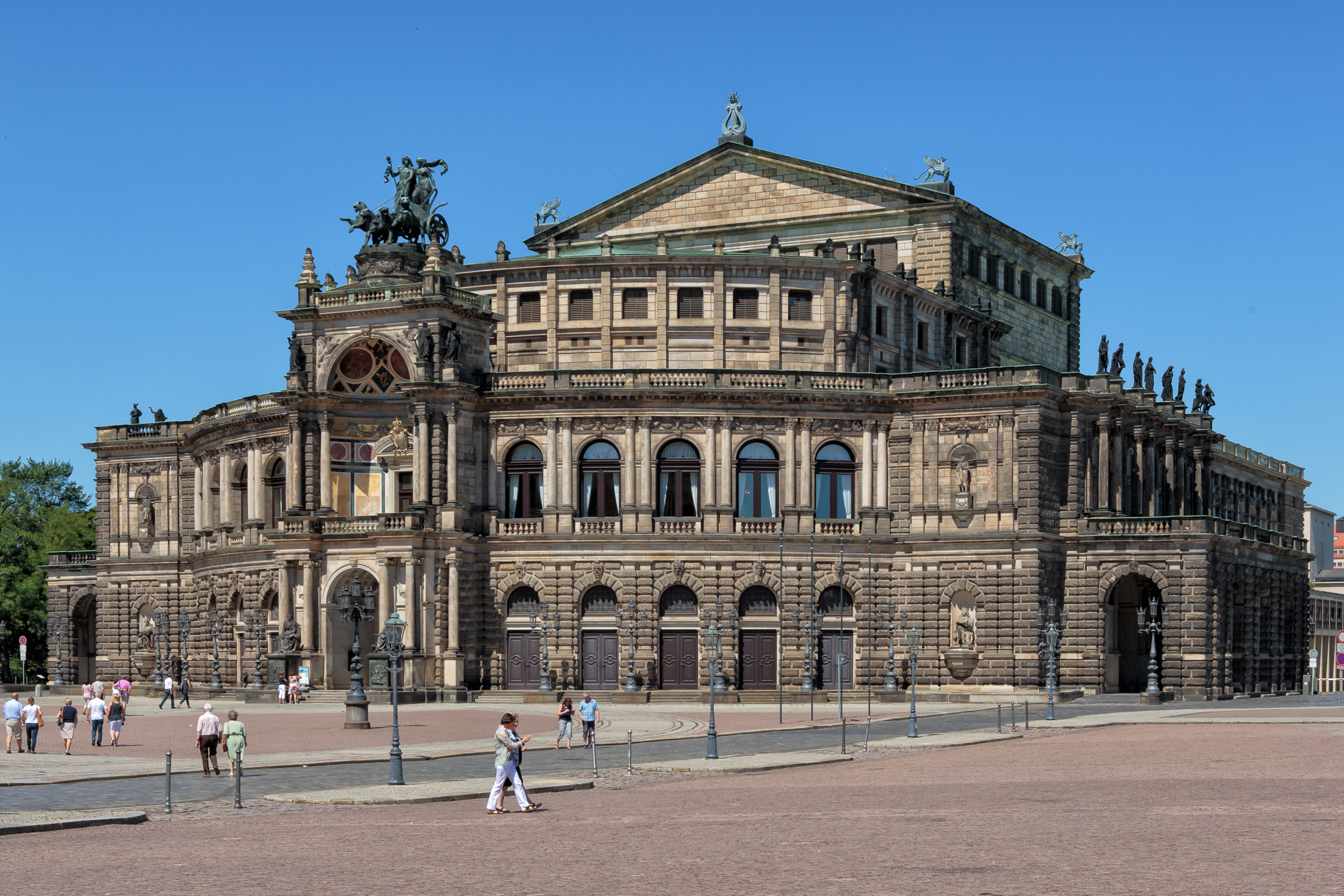
Dresdner Semperoper, Hauptspielstätte der Sächsischen Staatsoper Dresden, 2013

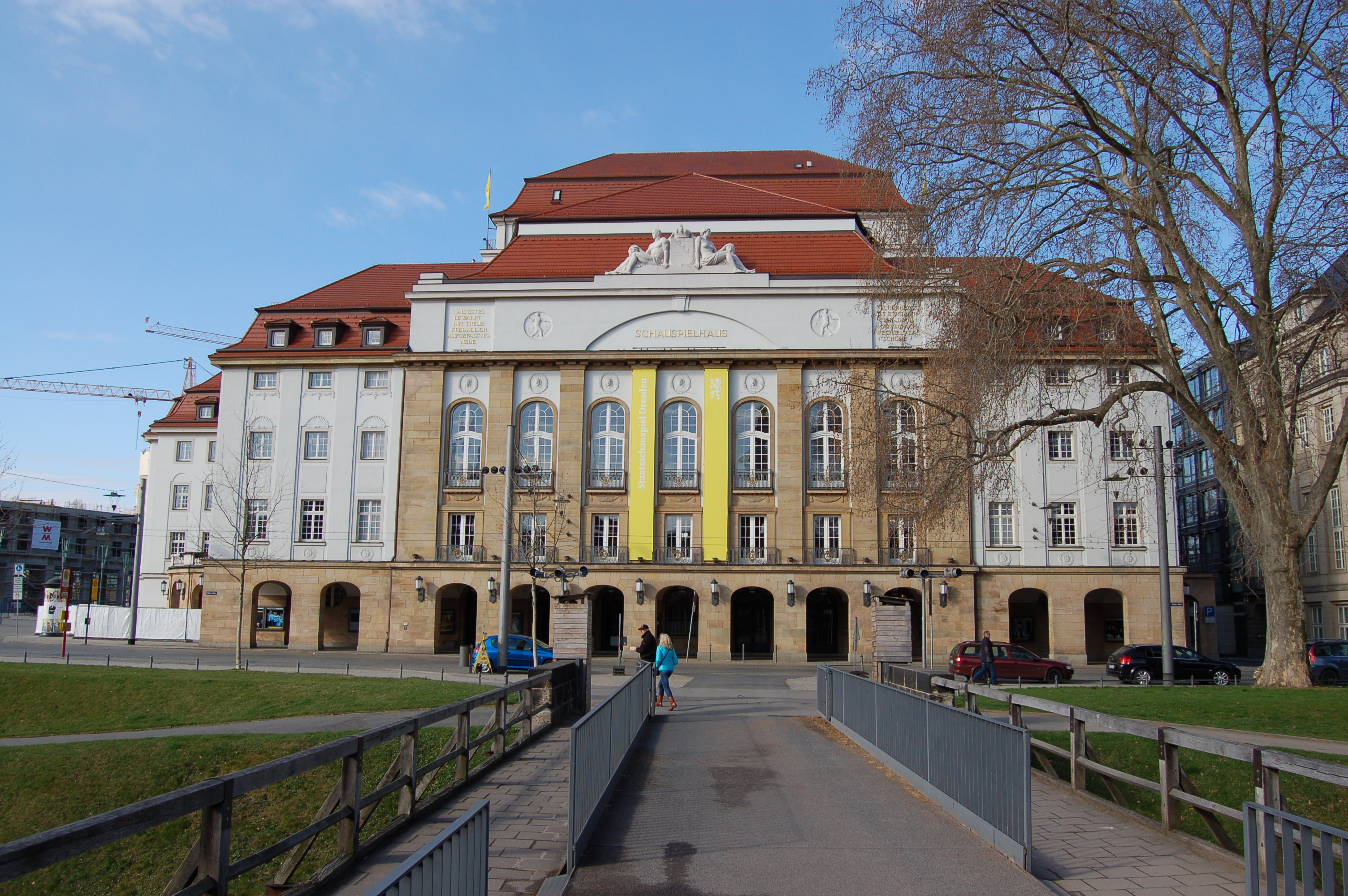
Schauspielhaus Dresden, Hauptspielstätte des Staatsschauspiels Dresden, 2012

Die Sächsischen Staatstheater sind ein zum 1. Januar 2013 gegründeter Staatsbetrieb des Freistaats Sachsen mit Sitz in der Landeshauptstadt Dresden.

## Organisation
Die Sächsischen Staatstheater bestehen aus der Sächsischen Staatsoper Dresden und dem Staatsschauspiel Dresden. Eine gemeinsame Charta regelt zusammen mit dem Statut und der Geschäftsordnung die Grundsätze der Fusion sowie die Struktur und Leitung des Staatsbetriebs. In ihm ist lediglich der nichtkünstlerische Bereich vereint. Dies betrifft neben den schon zuvor gemeinsam genutzten Werkstätten an der Ostra-Allee insbesondere die Verwaltung und die Logistik, darunter Transport und Lagerung von Kulissen. Beide Häuser sind demnach mit ihren Sparten, Intendanten und Mitarbeitern weiterhin künstlerisch selbstständig, allerdings nicht rechtlich.
Das gemeinsame „Historische Archiv der Sächsischen Staatstheater“ befindet sich im früheren Haus der Dresdner Kaufmannschaft, Ostra-Allee 9.

## Geschichte
Staatsoper und Staatsschauspiel beschritten schon in früherer Zeit gemeinsame Wege. Die Staatsoper ging aus dem Königlichen Hoftheater hervor, als dessen Gründungsdatum der 1. Januar 1817 gilt und das seinerseits Wurzeln in einer längeren Operntradition am kurfürstlichen Hof in Dresden hat. Spielstätten waren unter anderem das Morettische Opernhaus, ab 1841 bis zur Zerstörung durch einen Brand im Jahr 1869 das Königliche Hoftheater (die „erste Semperoper“) sowie von 1878 bis zur Zerstörung 1945 und erneut seit dem Abschluss des Wiederaufbaus 1985 die Semperoper. Das Staatsschauspiel geht auf einen 1909 gegründeten bürgerlichen Theaterverein zurück, der einen Großteil der Baukosten für das ab 1911 errichtete Schauspielhaus aufbrachte. Mit dessen Eröffnung am 13. September 1913 als „Neues Königliches Schauspielhaus“ wechselte das Schauspielensemble von der Semperoper in diese Spielstätte. Beide Häuser gehörten dem Königlichen Hoftheater an.
Nach der Novemberrevolution 1918 und dem Abdanken des sächsischen Königs wurde das Hoftheater 1918 in Sächsisches Landestheater und 1920 in Sächsisches Staatstheater umbenannt. Auch das Schauspielhaus wurde durch die Luftangriffe auf Dresden 1945 zerstört, aber schon am 22. September 1948 wieder eingeweiht. Es diente dem aus dem Sächsischen Staatstheater hervorgegangenen Staatstheater Dresden als Spielstätte für Oper, Ballett, Schauspiel und Staatskapelle. Zum Staatstheater Dresden gehörte von 1958 bis 1967 auch die Staatsoperette Dresden. Bis 1983 hatten Oper und Schauspiel eine gemeinsame Intendanz. Im Vorfeld der Eröffnung der wiederaufgebauten Semperoper wurden die Häuser als Staatsoper Dresden und Staatsschauspiel Dresden selbstständig, wobei die Dresdner Ballettsparte und die Staatskapelle bei der Staatsoper verblieben. Im Jahr 2012 fiel die Entscheidung, beide Häuser wieder zusammenzuschließen. Dies wurde mit Wirkung vom 1. Januar 2013 vollzogen. Wolfgang Rothe, seit 2005 Kaufmännischer Geschäftsführer der Semperoper, ist seither auch für die Sächsischen Staatstheater verantwortlich.